# 广州市人民政府
广州市人民政府，简称广州市政府、穗府，是中华人民共和国广东省广州市的地方国家行政机关。

## 沿革
1949年10月14日，中国人民解放军第四野戰軍進駐廣州後，接管原中华民国广州市政府，于10月21日成立中国人民解放军广州市军事管制委员会。10月28日，成立广州市人民政府，直属中华人民共和国中央人民政府领导。1950年2月，改為中南大行政區直轄市。1953年3月，復改為中央直轄市。1954年6月，改為广东省轄市。1955年2月改称广州市人民委员会，由广东省人民政府领导。
1966年5月文化大革命爆发， 1968年2月成立廣州市革命委員會（後稱廣東省廣州市革命委員會，簡稱「市革委會」），由其行使原中共廣州市委、市人大、市人委的職權。1981年9月29日，恢复广州市人民政府名称至今。
2018年机构改革中，广州市地方志办公室（地方志馆）与中共广州市委党史研究室合并组建中共广州市委党史文献研究室，作为广州市委办事机构。

## 规章制度

### 组织与人事
除首任市长、副市长由中央人民政府直接任命外，其余各任均由人民代表大会选举产生，历任市长（或相应职务）多為廣東人。广州市人民政府副地厅级以上公务员人事任免、調整等由中共广东省委组织部建议，交广州市人民代表大会常务委员会审议、任免。
广州市人民政府管理各工作部门。各工作部门接受中央與省的指令、處理管治地方各主要事務。同時广州市政府本级和各工作机关均有下屬一定數量的事业单位，負責各種內外公共服務等事務上的專業職能。广州市属事业单位按規定分級管理，分财政全额拨款、財政差额拨款或自筹资金三类，另有參照公務員法管理機關之特别类别。公職人員一般的職級與薪級，可參見中华人民共和国公务员。
广州市公有地方工業、商務金融、貿易、資源開發、服務業等領域企业，以及地方部分经公私合营收归国有的原私人經營的廣州老字号企业，为广州市市屬国有企业。广州市属国有企业由广州市人民政府国有资产监督管理委员会履行出资人职责。

### 政府常務會議
广州市人民政府常務會議由市長、副市長、秘書長組成，市長或受其委託的常務副市長召集和主持会议，處理政府決策重大事務。按規定，市政府副秘書長，市人民政府工作部门、直屬機構、下轄區縣政府高級官員可依需列席。

### 职权
根据《中华人民共和国地方各级人民代表大会和地方各级人民政府组织法》第七十三条，县级以上的地方各级人民政府行使下列职权：
1. 执行本级人民代表大会及其常务委员会的决议，以及上级国家行政机关的决定和命令，规定行政措施，发布决定和命令；
2. 领导所属各工作部门和下级人民政府的工作；
3. 改变或者撤销所属各工作部门的不适当的命令、指示和下级人民政府的不适当的决定、命令；
4. 依照法律的规定任免、培训、考核和奖惩国家行政机关工作人员；
5. 编制和执行国民经济和社会发展规划纲要、计划和预算，管理本行政区域内的经济、教育、科学、文化、卫生、体育、城乡建设等事业和生态环境保护、自然资源、财政、民政、社会保障、公安、民族事务、司法行政、人口与计划生育等行政工作；
6. 保护社会主义的全民所有的财产和劳动群众集体所有的财产，保护公民私人所有的合法财产，维护社会秩序，保障公民的人身权利、民主权利和其他权利；
7. 履行国有资产管理职责；
8. 保护各种经济组织的合法权益；
9. 铸牢中华民族共同体意识，促进各民族广泛交往交流交融，保障少数民族的合法权利和利益，保障少数民族保持或者改革自己的风俗习惯的自由，帮助本行政区域内的民族自治地方依照宪法和法律实行区域自治，帮助各少数民族发展政治、经济和文化的建设事业；
10. 保障宪法和法律赋予妇女的男女平等、同工同酬和婚姻自由等各项权利；
11. 办理上级国家行政机关交办的其他事项。

## 机构设置
根据《广州市机构改革方案》，广州市人民政府设置工作部门37个（其中部门管理机构2个），广州市人民政府工作部门行政级别为副厅局级（部门管理机构为副局正处级）。
政府職權參見《中华人民共和国地方各级人民代表大会和地方各级人民政府组织法》第五十九条，在本地具體工作參見《广州市人民政府工作规则》的第三章之後各章節。
广州市人民政府设置下列机构：
- 广州市人民政府办公厅
- 广州市发展和改革委员会
- 广州市教育局
- 广州市科学技术局
- 广州市工业和信息化局
- 广州市民族宗教事务局
- 广州市公安局
- 广州市民政局
- 广州市司法局
- 广州市财政局
- 广州市人力资源和社会保障局
- 广州市规划和自然资源局
- 广州市生态环境局
- 广州市住房和城乡建设局
- 广州市交通运输局
- 广州市水务局
- 广州市农业农村局
- 广州市商务局
- 广州市文化广电旅游局
- 广州市卫生健康委员会
- 广州市退役军人事务局
- 广州市应急管理局
- 广州市审计局
- 广州市人民政府国有资产监督管理委员会
- 广州市市场监督管理局
- 广州市政务服务和数据管理局
- 广州市体育局
- 广州市统计局
- 广州市医疗保障局
- 广州市城市管理和综合执法局
- 广州市人民政府研究室
- 广州市信访局
- 广州市港务局（正厅级）
- 广州市来穗人员服务管理局

（市政府办公厅挂市人民政府参事室、市人民政府文史研究馆牌子；市发展和改革委员会挂市粮食和物资储备局牌子；市科学技术局挂外国专家局牌子；市交通运输局挂市公路管理局牌子；市农业农村局挂扶贫开发办公室牌子；市文化广电旅游局挂市文物局牌子；市市场监督管理局挂市知识产权局牌子。）（市地方金融管理局牌子挂在中共广州市委金融委员会办公室，加挂中共广州市委金融工作委员会牌子，列入中共广州市委机构序列。）

### 部门管理机构
- 广州市林业和园林局，由市规划和自然资源局管理。
- 广州市社会组织管理局，由市民政局管理。

### 直属事业单位
- 广州市社会科学院
- 广州市住房公积金管理中心
- 广州市重点公共建设项目管理中心
- 广州市供销合作总社
- 广州仲裁委员会
- 广州大学（正厅级）
- 广州医科大学（正厅级）
- 广州城市职业学院
- 广州市民兵预备役训练基地（正处级）

（市民兵预备役训练基地由市政府委托广州警备区代管。 ）

### 派出机构
- 广州经济技术开发区管理委员会
- 广州空港经济区管理委员会
- 广州南沙经济技术开发区管理委员会
- 广州市人民政府驻北京办事处

（广州经济技术开发区管理委员会与广州高新技术产业开发区管理委员会、广州出口加工区管理委员会、广州保税区管理委员会合署办公。广州空港经济区管理委员会与广州白云机场综合保税区管理委员会、广州临空经济示范区合署办公。广州南沙经济技术开发区管理委员会与广州南沙保税港区管理委员会合署办公。）

## 现任领导
| 姓名   | 职务              | 政党         | 出生年月           | 籍贯       | 性别 | 民族 | 其他职务 |
| ------ | ----------------- | ------------ | ------------------ | ---------- | ---- | ---- | --- |
| 孙志洋 | 市长 党组书记     | 中国共产党   | 1974年5月（51歲）  | 吉林扶余   | 男   | 汉族 | 中国共产党广州市委员会副书记 |
| 陈杰   | 副市长 党组副书记 | 中国共产党   | 1970年9月（54歲）  | 广东潮州   | 男   | 汉族 | 中国共产党广州市委员会常委 中国共产党广州经济技术开发区工作委员会书记 广州经济技术开发区管理委员会主任 中国共产党广州市黄埔区委员会书记 |
| 张锐   | 副市长 党组成员   | 中国共产党   | 1967年11月（57歲） | 黑龙江呼兰 | 男   | 汉族 | 中国共产党广州市委员会政法委员会第一副书记 中国共产党广州市公安局委员会书记 广州市公安局局长 广州市公安局督察长                         |
| 江智涛 | 副市长            | 中国民主同盟 | 1973年4月（52歲）  | 广东河源   | 男   | 汉族 | 中国民主同盟中央委员会委员 中国民主同盟广东省委员会常务委员 中国民主同盟广州市委员会主任委员                                            |
| 赖志鸿 | 副市长 党组成员   | 中国共产党   | 1971年1月（54歲）  | 福建永定   | 男   | 汉族 | |
| 胡浩   | 副市长 党组成员   | 中国共产党   | 1977年7月（47歲）  | 河南开封   | 男   | 回族 | |
| 洪谦   | 秘书长 党组成员   | 中国共产党   | 1973年11月（51歲） | 湖北荆州   | 男   | 汉族 | 中国共产党广州市人民政府机关党组书记 广州市人民政府办公厅主任                                                                           |

## 历任领导
中国人民解放军广州市军事管制委员会主任
- 叶剑英（1949年10月21日－1949年10月27日）

广州市市长
- 叶剑英（1949年10月28日－1949年12月，中央人民政府任命）
- 叶剑英（1949年12月－1952年）
- 何伟（1952年12月－1955年1月）

广州市人民委员会市长
- 朱光（1955年1月－1960年11月）
- 曾生（1960年11月－1968年2月）

广州市革命委员会主任
- 黄荣海（1968年2月21日－1972年12月）
- 焦林义（1972年12月－1979年3月）
- 杨尚昆（1979年3月－1981年9月）

广州市人民政府市长
- 梁灵光（1981年9月－1983年4月）
- 叶选平（1983年7月－1985年8月）
- 朱森林（1986年3月－1988年6月）
- 杨资元（1988年6月－1990年6月）
- 黎子流（1990年6月－1991年3月，代市长）
- 黎子流（1991年3月－1996年8月）
- 林树森（1997年3月－2003年4月）
- 张广宁（2003年4月－2010年4月16日）
- 萬慶良（2010年4月16日－2011年12月20日）
- 陈建华（2011年12月20日－2012年1月11日，代市长）
- 陈建华（2012年1月11日－2016年1月）
- 温国辉（2016年1月－2021年12月）
- 郭永航（2021年12月－2023年10月）
- 孙志洋（2023年10月－ ）

## 办公地点
广州市人民政府办公地点位于越秀区府前路1号。
- 巴士：
  - 中山纪念堂（市总工会）站：經停：2，7，42，56，62&62A，74，80，85，133，204，209，215，229，261，276，283，284，293，297，305&305支線，518，528；BRT3，BRT4A&4&4快线；高峰快線14，18，30，37，38，59，75，812；夜班18，19，21，38。
  - 迎宾馆站：經停：5，29，74，87，124，180，209，244&244a，253，273，519；高峰快線40。
  - 公園前站：經停：6，夜班5。
  - 府前路站：經停：74。
- 地鐵：
  - █1号线█2号线：公园前站
  - █2号线：纪念堂站